# Picea farreri
Picea farreri je druh jehličnatého stromu původem z Asie.

## Popis
Jedná se o strom, který dorůstá až 35 m výšky.. Borka je šedavá. Koruna je většinou široce kuželovitá, větvičky jsou nápadně převislé, za mlada pýřité, později olysávají., mají olivově hnědou až oranžově hnědou barvu. Jehlice jsou na průřezu zploštělé, asi 1,8–2,3 cm dlouhé a 1 mm široké na průřezu, modrozelené, na vrchní straně ojíněné, na vrcholu náhle začpičatělé. Samčí šištice jsou válcovité až kuželovité. Samičí šišky jsou za zralosti hnědé, přisedlé až velmi krátce stopkaté, eliptické až válcovité, asi 7–9,5 cm dlouhé a asi 3–4 cm široké při otevřených šupinách. Šupiny samičích šišek jsou za zralosti obvejčité, na vrcholu zaokrouhlené, asi 8–12 mm dlouhé a 10–16 mm široké. Semena s křídlem asi 1,6 cm dlouhá.

## Rozšíření
Picea farreri se přirozeně vyskytuje v horách západního Jün-nanu v Číně (údolí Nu Jiang) a přesahuje až do Barmy (údolí Fen-Shui-Ling). Roste v nadmořských výškách asi 2400–2700 m. Je to ohrožený druh. Druh byl pojmenován po anglickém botanikovi Reginaldu Johnu Farrerovi.